# Mohammad Barakeh
Mohammad Barakeh (in arabo محمد بركة‎?, in ebraico מוחמד ברכה‎?; Shefaram, 29 luglio 1955) è un politico palestinese con cittadinanza israeliana.
Ex leader di Hadash, ha prestato servizio come membro della Knesset in rappresentanza del partito tra il 1999 e il 2015.

## Biografia
Nato a Shefaram, Barakeh studiò matematica all'Università di Tel Aviv. Durante il suo percorso di studi, egli formò grandi associazioni politiche e strinse amicizie personali con vari compagni di studio ebrei. Tra numerose altre azioni politiche, la prima manifestazione contro la guerra del Libano del 1982, tenutasi il terzo giorno della guerra (il 7 giugno 1982) e dispersa dalla polizia, fu pianificata durante un incontro tenutosi nell'appartamento di Barakeh a Tel Aviv.
Dopo la fine dei suoi studi, Barakeh tornò nella sua città natale di Shefa-'Amr, luogo di notevole importanza per la politica interna dei cittadini arabi di Israele, e intraprese la carriera politica nella filiale locale di Maki. Eletto per la prima volta alla Knesset nel 1999 vi fu poi rieletto nel 2003, e ne divenne poco dopo il vicepresidente.
Nel febbraio 2005, Barakeh fu minacciato dall'attivista kahanista (e ora leader fuorilegge del partito Kach) Baruch Marzel, per aver fornito grande supporto al disegno di legge di compensazione per l'evacuazione di Ariel Sharon; una mossa che aprì la strada al "disimpegno unilaterale di Israele" dalla Striscia di Gaza e dal nord della Cisgiordania. 
In una lettera, Marzel scrisse a Barakeh: "il disegno di legge di evacuazione è stato approvato con il Suo sostegno, e ora è solo questione di tempo prima che venga applicato ad altri settori della società, inclusi Lei e i Suoi amici". Marzel scrisse che il voto di Barakeh "a favore dell'espulsione degli ebrei dalle loro case a Gaza e nella Samaria settentrionale" si sarebbe tradotto in "periti inviati nella Sua abitazione per stimarne il valore".
Barakeh fu rieletto di nuovo nel 2006 e nel 2009. Il 1º novembre 2009 fu incriminato con quattro capi d'accusa per azioni intraprese durante manifestazioni politiche: aggressione e interferenza nei confronti di un poliziotto in servizio il 28 aprile 2005, aggressione a un attivista di destra che aveva filmato una protesta di sinistra il 22 luglio 2006, oltraggio a pubblico ufficiale (agente di polizia) il 5 agosto 2006, e interferenza con un agente di polizia che stava assolvendo i propri doveri legali il 7 luglio 2007. I crimini erano punibili con pene detentive che andavano da sei mesi a cinque anni e, secondo il Jerusalem Post, a Barakeh fu concesso un mese per decidere se volesse richiedere la sua immunità parlamentare o sostenere un processo. Almeno un gruppo per i diritti umani ipotizzò che le accuse fossero motivate politicamente. "Adalah, il Centro Legale per i Diritti delle Minoranze in Israele, dichiarò che l'accusa contro Barakeh era basata su false testimonianze, da quest'ultimo completamente smentite".
Nel 2014 Barakeh fu condannato per aggressione, ma assolto dalle altre accuse; le accuse di oltraggio a pubblico ufficiale e di interferenza con un agente di polizia nell'esercizio del proprio dovere furono ritirate nel 2011 poiché rientravano nella sua immunità parlamentare. Alla fine, Barakeh fu multato di 400 NIS e condannato a pagare 250 NIS alla vittima dell'aggressione.
Nel 2010 Barakeh si unì a una delegazione israeliana in visita ai campi di concentramento della seconda guerra mondiale. La sua inclusione nel viaggio fu contrastata da due legislatori israeliani di destra guidati da Danny Danon, il quale affermò che Barakeh avrebbe usato la visita come pretesto per attaccare Israele, e perciò fece pressioni per escluderlo dalla commemorazione, senza successo. La visita attirò le critiche degli arabi israeliani i quali affermarono che il momento non era appropriato a causa delle tensioni israelo-palestinesi.
Dopo aver visitato il campo di sterminio, Barakeh espresse le forti emozioni provate con queste parole: "Sapevo esattamente dove stavo andando, ma quando si è qui, di fronte all'incarnazione del male umano da un lato, e alla miseria impercettibile delle vittime dall'altro lato, le cose prendono un significato diverso. Tutto si mescola in una catastrofe umana". Barakeh commentò le pile di scarpe per bambini esposte al museo dicendo: "Ognuna di queste scarpe, un tempo, è stata indossata da un bambino. I bambini sono una nazionalità propria, una nazionalità innocente, e non riesco a capire come gli esseri umani possano fare una cosa così atroce."
Barakeh fu rieletto per un quinto mandato nel 2013, ma prima delle elezioni del 2015 annunciò il proprio ritiro dal mondo della politica, e gli fu assegnato il simbolico 120º posto nella Lista Comune, un'alleanza tra Hadash e i principali Partiti arabi.